# Welcome to O'Block
 (août 2023).
La mise en forme du texte ne suit pas les recommandations de Wikipédia : il faut le « wikifier ».
Les points d'amélioration suivants sont les cas les plus fréquents. Le détail des points à revoir est peut-être précisé sur la page de discussion.
- Les titres sont pré-formatés par le logiciel. Ils ne sont ni en capitales, ni en gras.
- Le texte ne doit pas être écrit en capitales (les noms de famille non plus), ni en gras, ni en italique, ni en « petit »…
- Le gras n'est utilisé que pour surligner le titre de l'article dans l'introduction, une seule fois.
- L'italique est rarement utilisé : mots en langue étrangère, titres d'œuvres, noms de bateaux, etc.
- Les citations ne sont pas en italique mais en corps de texte normal. Elles sont entourées par des guillemets français : « et ».
- Les listes à puces sont à éviter, des paragraphes rédigés étant largement préférés. Les tableaux sont à réserver à la présentation de données structurées (résultats, etc.).
- Les appels de note de bas de page (petits chiffres en exposant, introduits par l'outil «  Source ») sont à placer entre la fin de phrase et le point final[comme ça].
- Les liens internes (vers d'autres articles de Wikipédia) sont à choisir avec parcimonie. Créez des liens vers des articles approfondissant le sujet. Les termes génériques sans rapport avec le sujet sont à éviter, ainsi que les répétitions de liens vers un même terme.
- Les liens externes sont à placer uniquement dans une section « Liens externes », à la fin de l'article. Ces liens sont à choisir avec parcimonie suivant les règles définies. Si un lien sert de source à l'article, son insertion dans le texte est à faire par les notes de bas de page.
- La présentation des références doit suivre les conventions bibliographiques. Il est recommandé d'utiliser les modèles {{Ouvrage}}, {{Chapitre}}, {{Article}}, {{Lien web}} et/ou {{Bibliographie}}. Le mode d'édition visuel peut mettre en forme automatiquement les références.
- Insérer une infobox (cadre d'informations à droite) n'est pas obligatoire pour parachever la mise en page.

Pour une aide détaillée, merci de consulter Aide:Wikification.
Si vous pensez que ces points ont été résolus, vous pouvez retirer ce bandeau et améliorer la mise en forme d'un autre article.
Albums de King Von
Levon James
(2020) What It Means to Be King
(2022)
Welcome to O'Block est le premier album studio du rappeur américain King Von et le troisième à être sorti de son vivant. Il est sorti le 30 octobre 2020 via Only the Family et Empire Distribution. Welcome to O'Block est sorti juste une semaine avant que King Von ne soit tué par balle le 6 novembre 2020, après la soirée de sortie officielle de l'album. Le projet comprend la production en chef de Chopsquad DJ et d'autres producteurs, dont Hitmaka, Tay Keith et Wheezy ; et des apparitions invitées de Polo G, Lil Durk, Dreezy, Moneybagg Yo, Fivio Foreign et Prince Dre.Welcome to O'Block était soutenu par six singles : « Why He Told », « All These Niggas », « How It Go », « I Am What I Am », « Gleesh Place » et « The Code ». L'album a reçu d'excellentes critiques de la part des critiques de musique et a été un succès commercial. Il a culminé à la cinquième place du Billboard 200 américain. Le 20 septembre 2021, l'album est certifié disque d'or.Von a expliqué la principale différence entre sa mixtape Levon James, sortie plus tôt la même année, et Welcome to O'Block : "Si vous faites quelque chose et que vous continuez à le faire, vous obtiendrez de meilleurs résultats. Tout mieux. C'est le seul pour de vrai, j'ai travaillé dur." Complex a déclaré que l'album voit Von "réfléchir avec une clarté lyrique aiguë sur son ascension et comment la nouvelle renommée pourrait avoir un impact sur sa propre vie et la vie de ses proches", tandis que Revolt a noté à propos de l'album de forage : "Souvent rapper sur Chicago et son quartier très respecté, cet album dépeint très certainement l'image vivante de ses paroles cinématographiques tout en dépeignant ses cadences remarquables à travers chaque disque ».
« O'Block » dans le titre de l'album est une référence et autre nom pour désigner le complexe Parkway Gardens à Chicago, dont King Von était un habitant.

## Sortie et promotion
La sortie de l'album culmine la fin d'une année prolifique pour Bennett qui affirme avoir travaillé dur sur sa musique et sa technique, en fait l'album est venu après Levon James, sa deuxième mixtape sortie en mars 2020 ; il a également déclaré que grâce à sa persévérance, le travail investi dans le projet Welcome to O'Block aurait surpassé son précédent en termes de qualité. La preuve en est dans le nombre de singles qui avant la sortie montraient un bond important par rapport à l'œuvre précédente, au fond le single " All These Niggas " a acquis, comme l'affirme Bennett lui-même, plus de 24 millions de vues 2 mois après sa sortie.Dans son interview pour Uproxx, il a déclaré que la musique qu'il faisait était destinée aux personnes qui vivaient dans son quartier et qui, comme lui, vivaient une vie de difficultés et de dangers. Il a également déclaré que son rap narratif vient de son séjour en prison où il a lu des livres et des romans urbains la plupart du temps; dit tout de même que son morceau préféré sur tout l'album était « Demon ».Trois jours avant la sortie de l'album, le 27 octobre, King Von est apparu dans une vidéo pour la chaîne YouTube "CivilTV" intitulée "Welcome to My Neighborhood: O Block", dans laquelle Von parle de sa vie à Parkway Garden, raconte des anecdotes à ce sujet et sur la façon dont il s'est lancé dans le rap, anticipant même certains détails sur le nouvel album. Dans la même vidéo, il se rend même dans son ancien quartier nommé "Killaward".Welcome to O'Block est sorti le 30 octobre 2020,,.

## Singles
" Why He Told ", le premier single de l'album tais-toi, est sorti le 24 juillet 2020, accompagné d'un clip vidéo. La vidéo suit les paroles, s'ouvre sur une femme officier activant un enregistreur et rembobine les visions coupables d'un ami de Von qui se révèle être un informateur, qui imagine Von le poursuivre et se réveille en sueurs froides de la culpabilité d'avoir dit.
" All These Niggas ", le deuxième single de l'album, il présente Lil Durk, et est sorti le 5 août 2020, avec un clip vidéo d'accompagnement réalisé par JV Visuals 312. Sur le morceau, les deux rappeurs livrent des mesures vicieuses sur la triste réalité des rues, avec un crochet chanté par Bennett lui-même, sur une perceuse instrumentale à touches de piano Eerie. La vidéo montre King Von posté dans une Rolls Royce blanche et balançant une énorme chaîne de diamants Only The Family comme des raps sur la vie dans le capot. Durk n'apparaît pas dans le visuel, du fait de leur boîtier ouvert ils ne pouvaient pas rester au même endroit,. Durk n'est pas apparu dans la vidéo.
" How It Go ", le troisième single de l'album produit par Chopsquad Dj, est sorti le 28 août, Von a déclaré avoir écrit les paroles alors qu'il était enfermé en prison. Dans la vidéo "How It Go", Von aborde les lacunes du système judiciaire en rappant sur ce qui se passe derrière les portes closes d'un procès pénal. La première moitié de la vidéo se concentre sur les négociations entre les procureurs et les défenseurs publics qui aboutissent souvent à des accords de plaidoyer, et montre Bennett luttant pour survivre en prison. La seconde moitié de la vidéo montre Bennett sortant et se démenant pour survivre, maintenant à l'extérieur de la prison, et ayant toutes les portes fermées à la société.
" I Am What I Am ", le quatrième single de l'album, est sorti le 9 octobre 2020. Il présente une apparition de Fivio Foreign sur la production de ChopsquadDJ. La vidéo officielle est réalisée par Jerry Production, le visuel qui l'accompagne montre Fivio avec King Von dans les tranchées de Chicago, fléchissant de l'argent, des fouets, des bijoux, etc. La chanson établit une connexion entre les mondes de forage de Chicago et de New York comme jamais vu auparavant
"Gleesh Place", le cinquième extrait de l'album avec qui il anticipe le même projet. Il est sorti le 23 octobre 2020, avec un clip officiel sorti la veille de la date de sortie de son album, le 29 octobre, qui voit Von rapper sur la vie de rue typique de Chicago sur un rythme de Wheezy Productions,.
" The Code " est sorti le 30 octobre 2020, aux côtés de l'album et d'un clip avec la réalisation de DrewFilmedIt. Il présente une apparition de Polo G. La vidéo orientée science-fiction et horreur voit Von et Polo utiliser un programme informatique pour piéger leurs ennemis, qu'ils passent le reste de la vidéo à torturer avec l'aide d'une assistante. Le beat est une sinistre boucle de piano produite par JTK, Dj Ajo et Lc ; tandis que le "Code" titulaire fait référence au code des rues,,.

## Vidéos musicales
Au-delà de celles publiées en tant que singles, quatre autres vidéos relatives à Welcome to O'Block ont été publiées, toutes posthumes. Le premier était la vidéo de " Wayne's Story ", qui a été publiée le 8 décembre 2020, à peine un mois après la disparition de Bennett,,.
La deuxième vidéo est représentée par " Armed & Dangerous ", qui devait initialement sortir le 6 novembre 2020, sous l'idée de Bennett lui-même, mais a ensuite été reportée, en raison de son décès, à la date du 11 janvier 2021,. Toujours le 21 avril 2021, la vidéo "Mine Too" est sortie; concluant enfin le cycle du projet avec la dernière vidéo de " Demon " le jour de son hypothétique 27e anniversaire qui était le 9 août 2021,,.

## Réception critique
Welcome to O'Block a reçu plus que de bonnes critiques de la part des critiques. Fred Thomas du magazine AllMusic, fait l'éloge de la capacité de narration du rappeur de Chicago et de "l'humanisation" des personnages de Welcome to O'Block en disant : "les personnages que nous rencontrons au cours de Welcome to O'Block ont des noms, des âges, des choix que nous regardons avec lesquels ils luttent et des histoires difficiles à ignorer » ; il accentue également certaines chansons telles que " Back Again ", " The Code ", " Demon " et " How It Go "."  Écrivant pour HipHopDX, Josh Svetz définit l'album comme "Versatile" car il varie de chansons de forage énergiques à des chansons harmonisées et a encore d'autres "ballades sentimentales" ; il conclut en disant que "Welcome To O'Block est le type de premier album que les rappeurs recherchent : une vitrine implacable et engageante de talents supérieurs les préparant à une longue et prospère carrière", ajoutant cependant "devient maintenant son rappel, un rappel tragique de ce qui aurait pu être "."  Dean Van Nguyen de Pitchfork définit le projet avec un "set plus nuancé" que son œuvre précédente Levon James, passant d'un album complet de gangstérisme à un album plus vaste et plus varié ; il met également en évidence le morceau "All These Niggas" et les trois derniers morceaux de l'œuvre, les définissant comme la meilleure partie du projet ; se terminant finalement par la phrase : " King Von a écrit sur un monde qui était sombre. Son décès ne fait que le rendre d'autant plus "."  Tom Brehian de Stereogum définit "Wayne's Story" comme son meilleur travail à ce jour, appréciant la narration à la troisième personne qui caractérise la pièce, et il poursuit en disant que cela faisait longtemps qu'un rappeur aussi prometteur dans la narration n'était pas apparu.

## Performances commerciales
Welcome to O'Block a remporté un grand succès dans tout le pays, culminant au numéro 5 du Billboard pour les 200 meilleurs albums américains,
au numéro 1 pour les meilleurs albums R & B / Hip Hop, en plus il est devenu numéro 1 pour les meilleurs albums indépendants et a culminé 12e pour Top 100 albums canadiens.

Il a également obtenu, le 20 septembre 2021, une médaille d'or certifiée RIAA avec plus de 500 000 exemplaires vendus.
1. ↑  (en) « King Von remembered for his powerful lyrics » [archive du 14 août 2023], Chicago Sun-Times, 6 novembre 2020 (consulté le 16 août 2023)
2. 1 2  (en) « King Von drops off new album 'Welcome To O'Block' », Revolt (en), 30 octobre 2020 (consulté le 22 novembre 2020)
3. ↑  « Billboard 200, 21 November 2020 », Billboard, 21 novembre 2020 (consulté le 27 janvier 2023)
4. 1 2  (en) « King Von Welcome to O'Block », RIAA, 20 septembre 2021 (consulté le 13 juillet 2023)
5. 1 2  Cowen, « King Von Shares New Album 'Welcome To O'Block' f/ Lil Durk, Polo G, and More », Complex, 30 octobre 2020 (consulté le 7 novembre 2020)
6. ↑  DJ First Class, « King Von drops off new album 'Welcome To O'Block' », Revolt (en), 30 octobre 2020 (consulté le 6 novembre 2020)
7. 1 2  (en-US) « King Von Delivers "Welcome To O Block" Ft. Lil Durk, Moneybagg Yo, Fivio Foreign, Polo G », HotNewHipHop, 30 octobre 2020 (consulté le 31 juillet 2023)
8. ↑  (en-US) « A Final Conversation With King Von », Uproxx, 19 novembre 2020 (consulté le 31 juillet 2023)
9. ↑  (en-US) « #CivilTV: King Von "Welcome to My Neighborhood: O Block" », YouTube, 27 octobre 2020 (consulté le 31 juillet 2023)
10. ↑  (en-US) « New Music Friday - New Albums From King Von, Trippie Redd, Busta Rhymes & More », HipHopDX, 27 octobre 2020 (consulté le 31 juillet 2023)
11. ↑  (en-US) « King Von Condemns Snitching In His Hair-Raising 'Why He Told' Video », Uproxx, 24 juillet 2020 (consulté le 22 novembre 2020)
12. ↑  « King Von Drops Video For Lil Durk-Assisted 'All These N**gas' Following FBG Duck's Murder », HipHopDX, 5 août 2020 (consulté le 22 novembre 2020)
13. ↑  (en-US) No, « King Von on Why Legally He Can't Be Around Lil Durk », YouTube, 18 mars 2020 (consulté le 15 août 2023)
14. ↑  XXL Staff "King Von Speaks on His Come Up Two Weeks Before His Death in One of His Final Interviews", XXL MAG, That’s how I do it with the sh** I was writing. I wrote “Took Her to the O” [and] “How It Go” in jail. I wrote “Crazy Story” on the bus. I wrote [“The Code”] with Polo G. I wrote a lot.
15. ↑  (en-US) « King Von Condemns The Justice System In His Fiery 'How It Go' Video », Uproxx, 28 août 2020 (consulté le 22 novembre 2020)
16. ↑  (en) « King Von Adds Fivio Foreign To Drill-Influenced Single "I Am What I Am" », HotNewHipHop (consulté le 22 novembre 2020)
17. ↑  (en) « King Von and Fivio Foreign link up for "I Am What I Am" visual », Revolt Tv (en) (consulté le 13 juillet 2023)
18. ↑  (en) « King Von & Fivio Foreign combine worlds of Chicago & NY drill on menacing 'I Am What I Am' single », HipHopDX (consulté le 13 juillet 2023)
19. ↑  (en) « King Von Drops Off New Single "Gleesh Place" », HotNewHipHop (consulté le 23 octobre 2020)
20. ↑  (en) « King Von drops video for "Gleesh Place" », Revolt (en) (consulté le 13 juillet 2023)
21. ↑  (en-US) « King Von And Polo G Torture Enemies In Their Ominous 'The Code' Video », Uproxx, 30 octobre 2020 (consulté le 30 octobre 2020)
22. ↑  (en-US) « King Von releases ‘Welcome to O-Block’ project and new video ‘The Code’ », The Source, 30 octobre 2020 (consulté le 13 juillet 2023)
23. ↑  (en-US) « King Von and Polo G stick to "The Code" in new video », Revolt (en), 30 octobre 2020 (consulté le 31 juillet 2023)
24. ↑  (en-US) « King Von Tells ‘Wayne’s Story’ in Powerful Posthumous Music Video », Billboard, 28 août 2020 (consulté le 27 juillet 2023)
25. ↑  (en-US) « King Von’s Bone-Chilling ‘Wayne’s Story’ Video Details A Cycle Of Violence », Uproxx, 9 décembre 2020 (consulté le 7 juillet 2023)
26. ↑  (en-US) « King Von’s "Wayne’s Story" Video Drops From ‘Welcome to O’Block’ Album », The Source, 9 décembre 2020 (consulté le 31 juillet 2023)
27. ↑  (en-US) « Armed & Dangerous Drops On Friday’- Last Message Of American Rapper King Von Before He Was Gunned Down », ghgossip, 7 novembre 2020 (consulté le 27 juillet 2023)
28. ↑  (en-US) « Watch King Von’s Posthumous "Armed & Dangerous" Video », Complex, 11 janvier 2021 (consulté le 27 juillet 2023)
29. ↑  (en-US) « King Von's New Video for 'Mine Too' Released », Complex, 28 avril 2021 (consulté le 27 juillet 2023)
30. ↑  (en-US) « Watch King Von Releases "Mine Too" Visual », Respect., 28 avril 2021 (consulté le 31 juillet 2023)
31. ↑  (en-US) « King Von Music Video "Demon" Released on What Would Have Been His 27th Birthday », Complex, 9 août 2021 (consulté le 27 juillet 2023)
32. ↑  (en-US) « King Von & The Art Of Storytelling », Stereogum, 4 novembre 2020 (consulté le 31 juillet 2023)
33. ↑  « Chart History King Von », Billboard, 10 mai 2019 (consulté le 27 juillet 2023)